# Jingfeng, Fujian
Jingfeng (kinesiska: 净峰) är en köping i sydöstra Kina. Den ligger i Hui'an härad i staden Quanzhou i provinsen Fujian, omkring 130 kilometer söder om provinshuvudstaden Fuzhou.